# Marloes van Swelm
Marloes van Swelm (* um 1940, verheiratete Marloes Sunnebelt) ist eine niederländische Badmintonspielerin. 

## Karriere
Marloes van Swelm siegte 1960 erstmals bei den nationalen Titelkämpfen in den Niederlanden, als sie die Damendoppelkonkurrenz für sich entscheiden konnte. Weitere Titelgewinne folgten 1961, 1962 und 1964. 1963 gewann sie zwei Silbermedaillen.

## Sportliche Erfolge
| Saison | Veranstaltung                      | Disziplin   | Platz | Name                              |
| ------ | ---------------------------------- | ----------- | ----- | --------------------------------- |
| 1960   | Niederlande: Einzelmeisterschaften | Damendoppel | 1     | Marloes van Swelm / Janny Keps    |
| 1961   | Niederlande: Einzelmeisterschaften | Mixed       | 1     | Pim Seth Paul / Marloes van Swelm |
| 1962   | Niederlande: Einzelmeisterschaften | Mixed       | 1     | Pim Seth Paul / Marloes van Swelm |
| 1964   | Niederlande: Einzelmeisterschaften | Mixed       | 1     | Lex Meijer / Marloes van Swelm    |